# Zaffiro (sous-marin)
Le Zaffiro (en français : Saphir) est un sous-marin de la classe Sirena (sous-classe de la Serie 600, en service dans la Regia Marina lancé au début des années 1930 et ayant servi pendant la Seconde Guerre mondiale.

## Caractéristiques
La classe Sirena était une version améliorée et élargie des précédents sous-marins de la classe Argonauta. La marine italienne décida de commander la construction de la série Sirena alors que la série Argonauta était encore en cours de construction. Le projet initial n’a été que légèrement retouché, quelques améliorations sont apportées et la forme de la coque dans la partie avant est modifiée avec l'adoption de la proue a squalo (requin), caractéristique de tous les sous-marins du Genio Navale Bernardis.
Des études menées par le principal ingénieur de la marine, Pericle Ferretti, ont abouti à la fabrication, dans les années trente, de l'appareil « ML », précurseur du schnorchel. Ces installations, qui auraient apporté d’importantes améliorations en matière de sécurité, d’autonomie, de rapidité et de capacité d’attaque, ont été fabriquées dans le CRDA de Monfalcone en 1934-1935 et commencé à être équipés sur les type Sirena ; cependant, lorsque l'amiral Antonio Legnani devint commandant des sous-marins de la Regia Marina en 1937, il fit enlever et démolir les « ML » car il les considéraient comme superflues.
Ils déplaçaient 691 tonnes en surface et 850 tonnes en immersion. Les sous-marins mesuraient 60,18 mètres de long, avaient une largeur de 4,66 mètres et un tirant d'eau de 4,66 mètres. Leur équipage comptait 36 officiers et hommes d'équipage.
Pour la navigation de surface, les sous-marins étaient propulsés par deux moteurs diesel Tosi de 675 chevaux (503 kW), chacun entraînant un arbre d'hélice. En immersion, chaque hélice était entraînée par un moteur électrique Marelli de 400 chevaux-vapeur (298 kW). Ces moteurs électriques étaient alimentés par une batterie d'accumulateurs au plomb composée de 104 éléments. Ils pouvaient atteindre 14 noeuds (26 km/h) en surface et 7,5 noeuds (13,9 km/h) sous l'eau. En surface, la classe Sirena avait une autonomie de 5 000 milles nautiques (9 300 km) à 8 noeuds (15 km/h). En immersion, elle avait une autonomie de 72 milles nautiques (133 km) à 4 noeuds (7,4 km/h).
Les sous-marins étaient armés de six tubes lance-torpilles de 53,3 centimètres (21 pouces), quatre à l'avant et deux à l'arrière, pour lesquels ils transportaient un total de 12 torpilles. Ils étaient également armés d'un seul canon de pont de 100 mm (3,9 in) (copie du Canon de 10 cm K10 Škoda) à l'avant de la tour de contrôle (kiosque) pour le combat en surface. L'armement anti-aérien consistait en deux ou quatre mitrailleuses Breda Model 1931 de 13,2 mm.

## Construction et mise en service
Le Zaffiro est construit par Odero-Terni-Orlando  (OTO) sur le chantier naval Cantiere navale del Muggiano de La Spezia en Italie, et mis sur cale le 16 septembre 1931. Il est lancé le 28 juin 1933 et est achevé et mis en service le 4 juin 1934. Il est commissionné le même jour dans la Regia Marina.

## Historique
À l'entrée de l'Italie dans la Seconde Guerre mondiale, le Zaffiro est basé à Leros..
Il a effectué sa première mission de guerre du 10 au 14 juin 1940, au large de Rhodes, sans toutefois rencontrer de navires ennemis.
Entre fin juillet et début août 1941, il est envoyé entre Pantelleria et Malte, avec d'autres sous-marins, pour contrer l'opération britannique "Style" (consistant à envoyer un convoi de ravitaillement à Malte), mais il ne voit pas d'unités britanniques.
Il a été choisi pour récupérer les opérateurs des Siluro a Lenta Corsa (SLC) responsables du raid de la rade d'Alexandrie. Du 24 au 26 décembre 1941, sous le commandement du capitaine de corvette Giovanni Lombardi, il apparaît chaque nuit au large de Rosetta (quinze milles nautiques (27 km) au nord de l'embouchure du Nil), y étant stationné de minuit à 3 heures du matin. Ce déploiement s'avère inutile car les opérateurs qui ont réussi à s'éloigner du port d'Alexandrie (le capitaine du génie naval Antonio Marceglia et le plongeur sous-marin Spartaco Schergat) ont déjà été capturés alors qu'ils tentaient de rejoindre Rosetta. Finalement, le 26 décembre, le sous-marin doit retourner à Leros,.
Le 8 juin 1942, sous le commandement du lieutenant de vaisseau (tenente di vascello) Carlo Mottura, il quitte Cagliari en direction du sud des îles Baléares. Plus tard, il reçoit l'ordre de se rendre dans une zone située entre le cap Falcon et le cap Ferrat (au large d'Oran), où, avec trois autres sous-marins, il aurait formé un barrage pour contrer l'opération britannique "Harpoon" pendant la bataille de la mi-juin, qui se serait développée quelques jours plus tard. Il est cependant probable que cet ordre ne lui soit jamais parvenu, puisqu'après son départ, il n'a donné aucune nouvelle et que les messages radio envoyés sans interruption jusqu'au 22 juillet ont été vains,,.
On apprend plus tard que le 9 juin, le Zaffiro a été attaqué par un hydravion PBY Catalina du 500e escadron de la Royal Air Force, mitraillé, touché et coulé à environ 35 milles nautiques (65 km) au sud-ouest d'Ibiza, sans aucun survivant,,,..
Ont disparu avec le sous-marin le commandant Mottura, 4 autres officiers et 42 sous-officiers et marins.
Le Zaffiro avait effectué 22 missions de guerre, couvrant un total de 12 919 milles nautiques (23 925 km) en surface et 2 629 milles nautiques (4 868 km) sous l'eau.
Début 2005, des plongeurs espagnols localisent l'épave d'un sous-marin à grande profondeur qui pourrait être le Zaffiro,.